# Volker Gebbert
Volker Hermann Siegmar Gebbert (* 3. Februar 1939 in Nürnberg oder Erlangen; † 22. September 2009 in Berlin) war ein deutscher Industriesoziologe.
Gebbert zog mit seiner Familie nach West-Berlin. Sein Vater war Ingenieur und so begann er dort ebenfalls ein Ingenieursstudium, schrieb sich dann aber an der FU Berlin im Fach Publizistik ein. 
1963 lernte er Fritz Teufel kennen. Nach Aktivitäten im linken Milieu war er seit dem 19. Februar 1967 Mitbegründer der Kommune I, wo er auf einem verbreiteten Foto „den dritten Hintern von rechts“ in die Kamera streckt. 1967 lief u. a. gegen ihn ein Ermittlungsverfahren wegen Sprengstoffverbrechen. 
Nach Auflösung der Kommune I im November 1969 studierte er Soziologie und promovierte. Als Industriesoziologe beschäftigte er sich mit den Arbeitsbedingungen in der Eisen- und Stahlindustrie. 
Durch eine Erbschaft wurde er wohlhabend. Seit Mitte der 1960er Jahre war er mit Christa Gebbert verheiratet.

## Schriften
- Gruppenarbeit und Belegschaftsbeteiligung in der Eisen- und Stahlindustrie. ; Forschungsberichte aus dem Landesinstitut Sozialforschungsstelle Dortmund Hochschulschrift; Zugl.: Dortmund, Univ., Diss., 1985
- Zus. mit Ulrich Grüneberg, Rainer Lichte: Verbesserung der Arbeitsbedingungen in einer Fliessadjustage. Teil Sozialwissenschaftliche Begleitforschung. Fachinformationszentrum Energie, Physik, Mathematik, Eggenstein-Leopoldshafen 1986.
- Zus. mit Christa Gebbert: Qualifikationsfolgen der Nähautomation. Wirtschaftsverl. NW, Bremerhaven 1989, ISBN 3-88314-970-5.
- Näherin, Einlegerin oder Maschinenführerin?: alternativer Technologieeinsatz und qualifikatorische Folgen; Band 10 von Schriftenreihe Arbeit und Technik; 1993
- mit Christa Gebbert: Stahlstandort Ostdeutschland: eine Expertise zu Marktorientierungen und Modernisierungsstrategien; 1995
- Als Hrsg. zus. mit Rolf Grap als Hrsg.: Gruppenarbeit in der Praxis: neue Arbeitsstrukturen zwischen Anspruch und Realität. GOM Verlag, Herzogenrath 1996, ISBN 978-3931196011